# Макунино (Смоленская область)
Макунино — деревня в Демидовском районе Смоленской области России. Входит в состав Титовщинского сельского поселения. Население — 12 жителей (2007 год). 
Расположена в северо-западной части области в 2,5 км к западу от Демидова, в 0,1 км западнее автодороги Р133 Смоленск — Невель, на берегу реки Груздовец. В 45 км южнее деревни расположена железнодорожная станция Поселковая на линии Смоленск — Витебск. 

## История
В годы Великой Отечественной войны деревня была оккупирована гитлеровскими войсками в июле 1941 года, освобождена 22 сентября 1943 года 3-м стрелковым батальоном 940-го стрелкового полка 262-й стрелковой дивизии 43-й армии Калининского фронта под командованием гвардии капитана Г. Ф. Потёмкина.